# Carlos Benítez Dalfó
Carlos Francisco Benítez Dalfó (Valencia, 3 de diciembre de 1887-5 de abril de 1958), nacido en el seno de una familia noble fue hijo de Carlos Benítez Martínez-Bravo, Doctorado en Farmacia por la Universidad Central, natural de Albacete, emigrado a Valencia en donde abrió una farmacia y de María Dalfó y Dalfó natural de Valencia. Fue Abogado y Asesor Jurídico de la Jefatura Provincial de Valencia, Oficial encargado del Archivo del Cementerio General de Valencia y Secretario Político del Conde de la Romera. Nombrado Caballero de la Orden Civil de Alfonso XII en el año 1905 por méritos universitarios y en 1941 se le equiparó con la Cruz de Alfonso X el Sabio. Durante la guerra civil fue hecho prisionero en Valencia y posteriormente recibió la medalla al sufrimiento por la patria. Monárquico, miembro de la FET, de las JONS y de la Hermandad de Excautivos. Descansa en el sepulcro familiar sito en Valencia.
Fueron sus hermanos enteros; Valentín, Manuel y María. Contrajo matrimonio con Amparo Hernández Vicent, natural de Valencia. Fruto de este matrimonio nacieron seis hijos entre los años 1917 y 1926; Amparo, Carlos, María, Jose Fina, Carlos y Alfonso. El primero de los Carlos falleció prematuramente a la edad de dos meses.